# Суха Маячка
Суха́ Мая́чка — село в Україні, у Драбинівській сільській громаді Полтавського району Полтавської області. Населення становить 490 осіб.

## Географія
Село Суха Маячка знаходиться на правому березі річки Маячка, вище за течією на відстані 5 км розташоване село Довга Пустош, нижче за течією на відстані 2,5 км розташоване село Райдужне, на протилежному березі — село Лугове. Річка в цьому місці пересихає, на ній зроблена велика загата.

## Історія
12 червня 2020 року, відповідно до розпорядження Кабінету Міністрів України № 721-р «Про визначення адміністративних центрів та затвердження територій територіальних громад Полтавської області», село увійшло до складу Драбинівської сільської громади[1].
19 липня 2020 року, в результаті адміністративно - територіальної реформи та ліквідації  Новосанжарського району, село увійшло до складу новоутвореного Полтавського району[2].

## Населення

### Мова
Розподіл населення за рідною мовою за даними перепису 2001 року:
| Мова       | Кількість | Відсоток |
| ---------- | --------- | -------- |
| українська | 479       | 97.76%   |
| російська  | 11        | 2.24%    |
| Усього     | 490       | 100%     |

## Економіка
- ПАФ «Сухомаячківська».

## Об'єкти соціальної сфери
- Школа I—III ст.
- Будинок культури.

## Відомі люди

### Народились
- Ботушанська Ольга Федорівна (* 1938) — українська бібліотекознавець, бібліотекар і бібліограф. Заслужений працівник культури України.